# Opernhaus Zürich
L'Opernhaus Zürich (teatro d'opera di Zurigo) è situato nel centro della città vicino alla piazza Bellevue. Fino al 1964 fu chiamato Stadttheater, poi ricevette il nome Opernhaus. Fu inaugurato il 30 settembre 1891 e offre 1100 posti.

## Storia

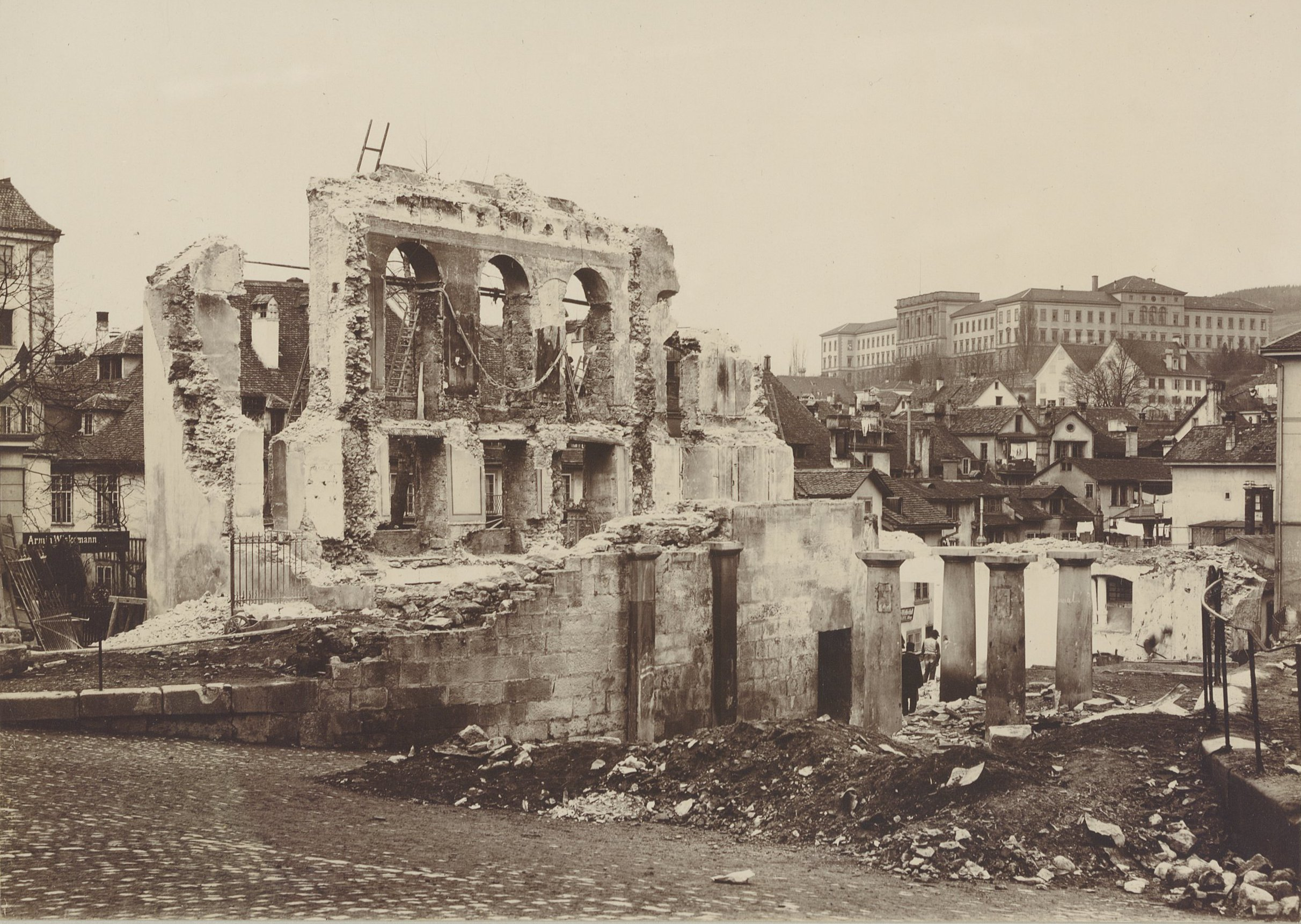
Le vestigia del Aktientheater dopo l'incendio di 1890

Il primo grande teatro di Zurigo fu l'Aktientheater. Fondato dalla società di teatro zurighese per azioni, fu inaugurato il 10 novembre 1834 nella chiesa ristrutturata del convento soppresso degli scalzi (Barfüsserkloster) al Hirschengraben. Zurigo dispose così per la prima volta di una scena stabile per compagnie di teatro itineranti. Dopo l'epoca gloriosa sotto la direzione di Charlotte Birch-Pfeiffer (1837-1843), proprio durante il soggiorno di Richard Wagner a Zurigo, l'edificio fu completamente distrutto dal fuoco nella notte di capodanno del 1889/90. L'edificio attuale, progettato dallo studio di architettura viennese Fellner e Helmer, fu inaugurato il 30 settembre 1891 con una rappresentazione del Lohengrin. Nel periodo iniziale servì come teatro musicale e drammatico, poi, dopo la costruzione dello Schauspielhaus, si specializzò nell'opera, operetta e balletto.

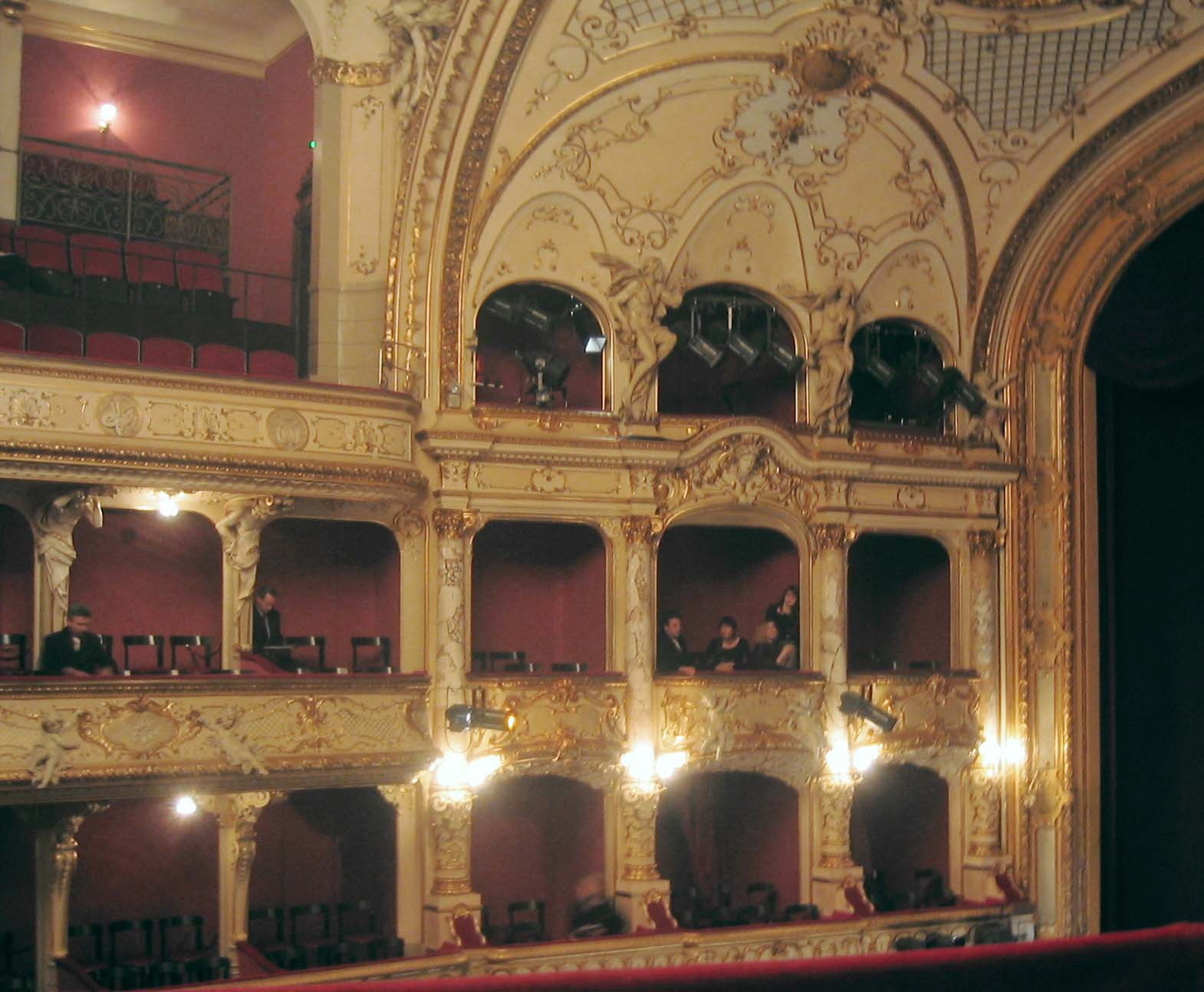
Il teatro d’opera di Zurigo

La storia del teatro d'opera di Zurigo è ricca di momenti gloriosi: a Zurigo iniziò per esempio la carriera di Wilhelm Furtwängler e nel 1913 vi si rappresenta per la prima volta il Parsifal di Richard Wagner al di fuori della città di Bayreuth. Alcuni compositori, come Ferruccio Busoni, Paul Hindemith, Richard Strauss, Othmar Schoeck, Arthur Honegger e Frank Martin, influirono notevolmente sulla vita musicale e teatrale di Zurigo.
Numerose prime ebbero luogo nel teatro d'opera di Zurigo: Lulu di Alban Berg, Mathis der Maler di Paul Hindemith, e Moses und Aron di Arnold Schönberg vi furono messi in scena per la prima volta, così come opere di Heinrich Sutermeister, Giselher Klebe e Rudolf Kelterbon.
Dal 1982 al 1984 l'edificio fu ristrutturato, ingrandito e restaurato. Nel dicembre del 1984 fu inaugurato con Die Meistersinger von Nürnberg (I maestri cantori di Norimberga) di Wagner e la prima rappresentazione dell'opera cechoviana Der Kirschgarten (Il giardino dei ciliegi) di Rudolf Kelterborn. Nel passato vi si esibirono cantanti celebri come Lisa Della Casa, Kirsten Flagstad, Reri Grist, Mirella Freni, Tito Gobbi, Alfredo Kraus, James McCracken, Nicolai Ghiaurov o Wolfgang Windgassen. Oggi fanno parte della compagnia cantanti come Agnes Baltsa, Edita Gruberová, Cecilia Bartoli, Vesselina Kasarova, Anja Silja, Elena Mosue, Francisco Araiza, Renato Bruson, Thomas Hampson, Alfred Muff, Leo Nucci, Ruggero Raimondi, Matti Salminen e Neil Shicoff.
Oltre a concerti filarmonici, nel teatro d'opera di Zurigo hanno luogo regolarmente delle matinée, serate liederistiche, produzioni sulla più piccola Studiobühne, rappresentazioni per bambini e perfino concerti jazz. Ogni anno a marzo, viene inoltre organizzato il ballo dell'opera di Zurigo, a cui partecipano tante personalità del mondo dello spettacolo, dell'economia, dello sport e della politica.

## Direttori
- 1883-1896: Paul Schroetter
- 1901-1921: Alfred Reucker
- 1921-1932: Paul Trede
- 1932-1947: Karl Schmid-Bloß
- 1947-1956: Hans Zimmermann
- 1956-1960: Karl-Heinz Krahl
- 1960-1962: Herbert Graf
- 1962-1964: direzione collettiva ad interim composta da Emil Jucker, Werner Meyer e Christian Vöchting
- 1964-1975: Hermann Juch
- 1975-1986: Dr. Claus Helmut Drese: Drese procurò al teatro d'opera di Zurigo una fama internazionale, soprattutto tramite il ciclo di Monteverdi con Nikolaus Harnoncourt come direttore musicale e Jean-Pierre Ponnelle come regista e scenografo. Con questo ciclo il teatro d'opera fu ospite presso numerosi palcoscenici internazionali. Alla stessa équipe fu più tardi affidata la realizzazione del ciclo zurighese di Mozart.
- 1987-1991: Christoph Groszer, in precedenza direttore a Wiesbaden: sotto Groszer fu concluso il ciclo di Mozart e tra il 1987 e il 1989 fu realizzata la tetralogia di Wagner Der Ring des Nibelungen (L'anello del Nibelungo).
- 1991-2012: Alexander Pereira, già segretario generale del Konzerthaus di Vienna. Pereira aprì la sua prima stagione con una messa in scena di Robert Wilson del Lohengrin, opera con cui 100 anni addietro fu inaugurato lo Stadttheater.

Sin dall'inizio ad Alexander Pereira premette lo sviluppo di una compagnia. Diede anche una grande importanza al sostegno di cantanti giovani, a forme aperte dello spettacolo, al coinvolgimento del pubblico e alla collaborazione con artisti noti. Perciò divi internazionali dell'opera sono regolarmente ospiti a Zurigo e completano la compagnia per parecchie settimane.
Per Pereira al centro del programma sta il principio di coltivare il repertorio dell'opera da Wolfgang Amadeus Mozart fino a Giuseppe Verdi. Presta inoltre attenzione anche alla musica moderna, come dimostra la lista delle prime messinscene di opere contemporanee.
Figurano poi in programma regolarmente opere sconosciute, come per esempio L'anima del filosofo di Haydn, Axur di Salieri, Des Teufels Lustschloss (Il castello del diavolo) di Schubert, La cena delle beffe di Giordano, Ariane et Barbe-bleue di Paul Dukas o l'operetta Simplicius di Johann Strauss, considerata non più ricostruibile da più di cento anni. Pereira s'impegna a favore di un contatto diretto dei giovani con l'opera di Zurigo e veglia sulla presenza delle produzioni zurighesi sul mercato DVD.
Non da ultimo grazie a Pereira, nella primavera del 1995, la gestione del teatro d'opera fu assunta dal canton Zurigo. Dall'autunno del 1996, Pereira è anche direttore artistico del festival estivo di musica, teatro e arte Zürcher Festspiele, da lui promosso in modo determinante e tenutosi per la prima volta nell'estate del 1997. Di quando in quando, Pereira stesso si esibisce come cantante in un ruolo secondario. Il suo contratto di direttore del teatro dell'opera di Zurigo è valido fino al 2012.
- dall'estate 2012: Andreas Homoki[2]

## Direttori d'orchestra
Dal 1969 al 1983 il professor Ferdinand Leitner fu direttore musicale del teatro d'opera, gli succedette Ralf Weikert che restò fino al 1992.
Come ulteriori direttori d'orchestra sono da menzionare Nello Santi (dal 1958), per il repertorio italiano, e Nikolaus Harnoncourt (dal 1975), soprattutto per Mozart ma negli ultimi tempi anche per Johann Strauss, Jacques Offenbach, Carl Maria von Weber e Giuseppe Verdi.
Dal 1995 Franz Welser-Möst è il direttore capo dell'orchestra dell'opera. L'apogeo sotto la sua direzione fu la rappresentazione dell'intero ciclo dell’Anello del Nibelungo di Wagner (2001/02) come pure il conferimento del titolo Orchestra dell'anno 2001 da parte della rivista Opernwelt. Dal settembre 2005 Welser-Möst ricopre la funzione di direttore generale musicale. Il suo contratto scade nell'estate 2008.
Dalla stagione 2009/2010 Daniele Gatti assume il titolo di Chefdirigent (direttore principale), con un contratto per tre stagioni.

## Balletto
Il teatro d'opera di Zurigo dispone di una propria compagnia di danza composta da circa 35 ballerini. Nel 1985/86 fu nominato direttore di balletto e coreografo principale della compagnia Uwe Scholz, deceduto nel 2004. Succedette a Patricia Neary, una specialista di Balanchine e direttrice del balletto dal 1978 al 1985.
Nel 1991 diventò nuovo direttore del balletto zurighese il giovane e innovativo regista, coreografo e scenografo viennese Bernd Roger Bienert. Sotto la sua direzione furono realizzate ogni stagione due o tre prime rappresentazioni assolute di musicisti e scrittori contemporanei, come Luciano Berio o Elfriede Jelinek, poi insignita del Premio Nobel. Lo Schiaccianoci di Bienert, per cui l'architetto Mario Botta progettò la sua prima scenografia, registrò la maggior frequenza di spettatori per il balletto dell'opera dalla sua fondazione e raggiunse il terzo posto di tutte le produzioni teatrali zurighesi durante quella stagione. Bienert invitò a Zurigo dei divi come Yen Han o l'eccezionale solista americano e “ballerino dell'anno” (N.Y.Times) Ethan Stiefel del balletto di New York City, ed elaborò numerose prime con gli architetti Jean Nouvel, Renzo Piano e con compositori come Hans Jürgen von Bose e Roman Haubenstock-Ramati. Un'altra innovazione introdotta dalla direzione di Bienert furono le ricostruzioni d'importanti spettacoli storici dei Ballets Russes e dei Ballets Suédois, in collaborazione con specialisti della storia del ballo, internazionalmente riconosciuti, come Millicent Hodson o Claudia Jeschke: per esempio Le Sacre du printemps e L’Après-midi d’un faune di Nijinsky, Skating Rink di Jean Börlin nella messinscena di Fernand Léger e con la musica di Arthur Honegger.
Nel 1996 diventò direttore del balletto il coreografo Heinz Spoerli. Sotto la sua direzione, la compagnia di danza s'è ingrandita e coltiva uno stile di ballo neoclassico che riscosse grandi successi di pubblico e di critica con rappresentazioni come le Variazioni Goldberg oppure Un Sogno di una notte di mezza estate. Con Giselle, Romeo e Giulietta e Lo Schiaccianoci Heinz Spoerli s'è dedicato anche ai grandi classici del balletto drammatico. Ha inoltre realizzato con Ein Ballett (Brahms), …eine lichte, helle, schöne Ferne (Mozart) …und mied den Wind (Bach) delle prime messinscene di proprie coreografie, ciascuna dedicata a un grande compositore (rispettivamente a Brahms, Mozart e Bach).

## Prime rappresentazioni
(scelta)
- Ferruccio Busoni: Turandot e Arlecchino (11 maggio 1917)
- Othmar Schoeck: Venus (10 maggio 1922)
- Robert Stolz: Venus in Seide (10 dicembre 1932)
- Robert Stolz: Zwei Herzen im Dreivierteltakt (30 settembre 1933)
- Alexander Zemlinsky: Der Kreidekreis (14 ottobre 1933)
- Eduard Künneke: Herz über Bord (30 marzo 1935)
- Oscar Straus: Drei Walzer (5 ottobre 1935)
- Emmerich Kálmán: Kaiserin Josephine (18 gennaio 1936)
- Alban Berg: Lulu (2 giugno 1937)
- Paul Hindemith: Mathis der Maler (28 maggio 1938)
- Arthur Honegger: Jeanne d'Arc au bûcher (Giovanna d'Arco al rogo) (prima rappresentazione scenica, 13 giugno 1942)
- Paul Burkhard: Casanova in der Schweiz (1943)
- Heinrich Sutermeister: Niobe (22 luglio 1946)
- Paul Burkhard: Tic-Tac (29 marzo 1947)
- Arnold Schönberg: Moses und Aron (prima rappresentazione scenica, 6 giugno 1957)
- Bohuslav Martinů: Griechische Passion (2a versione, 9 giugno 1961)
- Heinrich Sutermeister: Madame Bovary (26 maggio 1967)
- Giselher Klebe: Ein wahrer Held (1975)
- Rudolf Kelterborn: Ein Engel kommt nach Babylon (5 giugno 1977)
- Rudolf Kelterborn: Der Kirschgarten (Il giardino dei ciliegi) (1984)
- Herbert Willi: Schlafes Bruder (secondo Robert Schneider, 28 aprile 1996)
- Heinz Holliger: Schneewittchen (secondo Robert Walser, 17 ottobre 1998)
- HK Gruber: Der Herr Nordwind (12 giugno 2005)
- Edward Rushton: Harley (20 novembre 2005)